# Laurence Olivier Award for Most Popular Show
Der Laurence Olivier Award for Most Popular Show (deutsch: Laurence Olivier Auszeichnung für die beliebteste Show) war ein britischer Theater- und Musicalpreis, der mit einer Unterbrechung von 2002 bis 2016 vergeben wurde.

## Geschichte und Hintergrund
Die Laurence Olivier Awards werden seit 1976 jährlich in zahlreichen Kategorien von der Society of London Theatre vergeben. Sie gelten als höchste Auszeichnung im britischen Theater und sind vergleichbar mit den Tony Awards am amerikanischen Broadway. Ausgezeichnet werden herausragende Darsteller und Produktionen einer Theatersaison, die im Londoner West End zu sehen waren. Die Nominierten und Gewinner der Laurence Olivier Awards „werden jedes Jahr von einer Gruppe angesehener Theaterfachleute, Theaterkoryphäen und Mitgliedern des Publikums ausgewählt, die wegen ihrer Leidenschaft für das Londoner Theater“ bekannt sind. Einer der Auszeichnungen war der Laurence Olivier Award for Most Popular Show. Dieser Publikumspreis wurde erstmals 2002 verliehen, von 2003 bis 2009 nicht vergeben und nach erneuter Verleihung in den Jahren 2010 bis 2016 eingestellt. Bei den acht Preisverleihungen ging die Auszeichnung durchweg an eine Musical-Produktion, darunter jeweils zweimal an The Phantom of the Opera, Wicked und Les Misérables.

## Gewinner und Nominierte
Die Übersicht der Gewinner und Nominierten listet pro Jahr die nominierten Produktionen. Der Gewinner eines Jahres ist grau unterlegt und fett angezeigt.

### 2002
| Jahr | Produktion                  |
| 2002 |                             |
| ---- | --------------------------- |
| 2002 | The Phantom of the Opera    |
| 2002 | Cats                        |
| 2002 | Mamma Mia!                  |
| 2002 | Reduced Shakespeare Company |

### 2010–2016
| Jahr                     | Produktion               |
| 2010                     |                          |
| ------------------------ | ------------------------ |
| 2010                     | Wicked                   |
| 2010                     | Billy Elliot             |
| 2010                     | The Phantom of the Opera |
| 2010                     | War Horse                |
| 2010                     | We Will Rock You         |
| 2011                     |                          |
| We Will Rock You         |                          |
| Billy Elliot             |                          |
| Jersey Boys              |                          |
| Les Misérables           |                          |
| 2012                     |                          |
| Les Misérables           |                          |
| Billy Elliot             |                          |
| Jersey Boys              |                          |
| Wicked                   |                          |
| 2013                     |                          |
| Billy Elliot             |                          |
| Matilda                  |                          |
| The Phantom of the Opera |                          |
| Wicked                   |                          |
| 2014                     |                          |
| Les Misérables           |                          |
| Matilda                  |                          |
| The Phantom of the Opera |                          |
| Wicked                   |                          |
| 2015                     |                          |
| Wicked                   |                          |
| Billy Elliot             |                          |
| Jersey Boys              |                          |
| Matilda                  |                          |
| 2016                     |                          |
| The Phantom of the Opera |                          |
| Jersey Boys              |                          |
| Les Misérables           |                          |
| Matilda                  |                          |